# Hoplodrina grisescens
Hoplodrina grisescens är en fjärilsart som beskrevs av Draeseke 1928. Hoplodrina grisescens ingår i släktet Hoplodrina och familjen nattflyn. Inga underarter finns listade i Catalogue of Life.